# 프라이빗 라이프
《프라이빗 라이프》(영어: Private Life)는 미국에서 제작된 태머라 젱킨스 감독의 2018년 코미디 드라마 영화이다. 캐스린 한, 폴 지어마티 등이 출연하였다.

## 출연
- 캐스린 한
- 폴 지어마티
- 몰리 섀넌
- 데니스 오헤어
- 에밀리 로빈슨
- 존 캐럴 린치
- 데즈민 보헤스
- 프랜체스카 루트도드슨
- 셔반 팰런 호건
- 트레이시 치모